# Jikōji

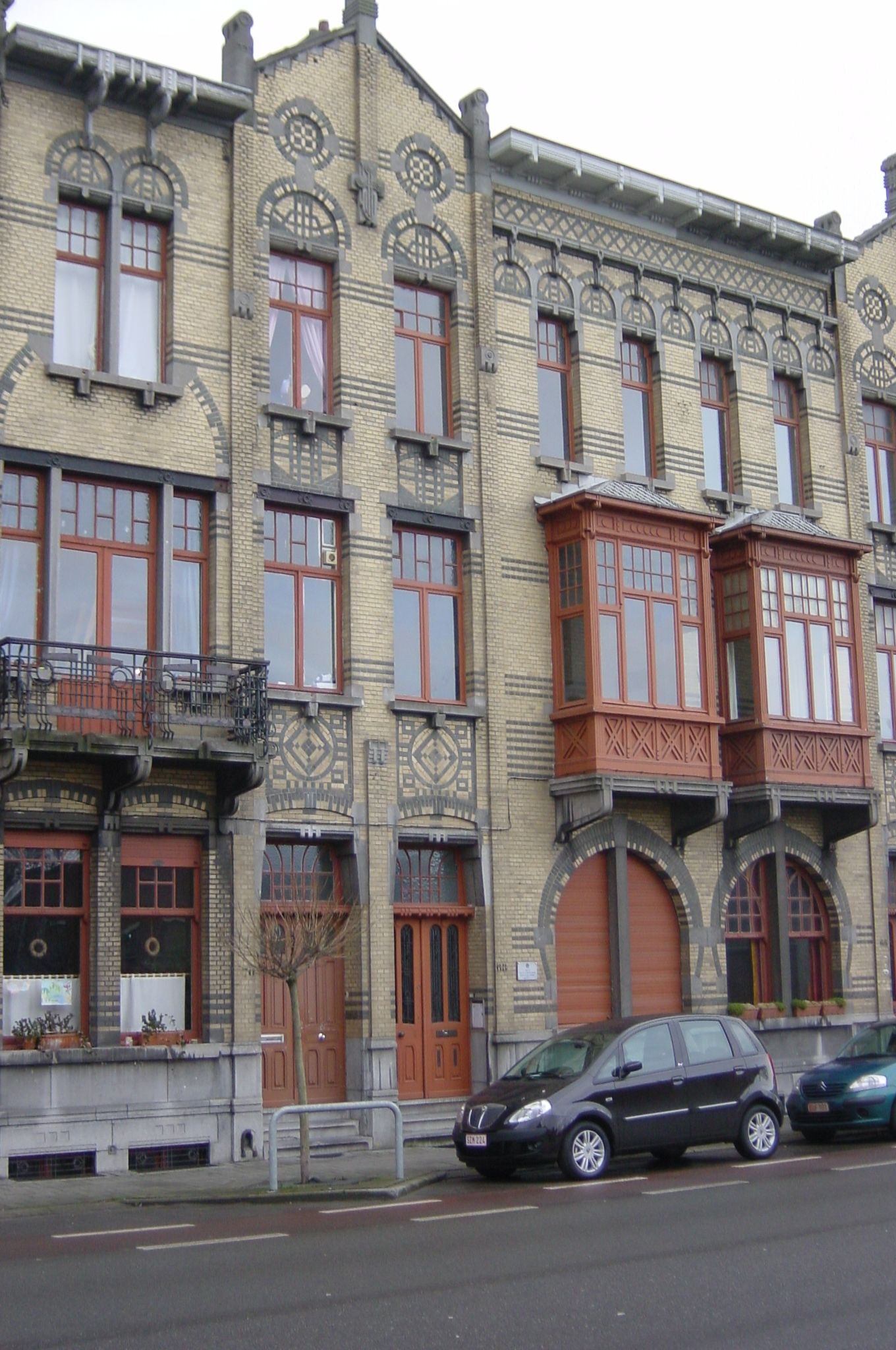
Jikōji (Tempel van het Licht van Mededogen) in het gebouw van het Centrum voor Shin-Boeddhisme

Jikōji (kanji: 慈光寺; vertaling: Tempel van het Licht van Mededogen) is een boeddhistische tempel die in 1977 werd opgericht in Berchem, België.
De tempel werd in 1979 ingehuldigd als eerste Europese tempel die behoort tot de Japanse Reine Landschool (Jōdo Shinshū of Shin-Boeddhisme). Hij is gelegen in het gebouw van het Centrum voor Shin-Boeddhisme in Schoten (Antwerpen).
Het gebouw heeft als adres; Rodeborgstraat 79, 2900 Schoten.
Blikvanger is het staande Amida Boeddha beeld van de hand van Kokei Eri (江里康慧), verfraaid door middel van de kirikanetechniek (截金) door Sayoko Eri (江里佐代子) en op 3 november 1985 ingehuldigd.